# Milano (provins)
Milano var en provins i regionen Lombardiet i norra Italien. Milano var huvudort i provinsen. Provinsen bildades när Kungariket Sardinien genom freden i freden i Zürich 1859 erhöll Lombardiet upp till floden Mincio från Kungariket Lombardiet-Venetien som tillhörde Kejsardömet Österrike. Sedan 1 januari 2015 har dess funktion tagits över av Città Metropolitana di Milano.
Provinsens befolkningsrikaste kommuner var Milano, Monza, Sesto San Giovanni och Cinisello Balsamo.

## Världsarv i provinsen
- Kyrka och dominikanskt kloster i Santa Maria delle Grazie med målningen "Sista måltiden" av Leonardo da Vinci världsarv sedan 1980.

## Administration
Provinsen Milano var indelad i 134 comuni (kommuner).